# 東利夫
東 利夫（あずま としお、1960年4月6日 - ）は、奈良県桜井市出身の元プロ野球選手（内野手）、元プロ野球審判員。

## 来歴・人物
桜井商高では、捕手として1978年夏の甲子園県予選準決勝に進むが、郡山高に惜敗。この試合では2年下で当時、投手であった駒田徳広ともバッテリーを組んだ。同年オフにドラフト外で阪神タイガースに入団。
プロ入り後に内野手に転向したが、一軍出場がないまま1985年限りで現役を引退。
1986年に、パ・リーグ審判部に入局した。審判員袖番号は6（※ 1986年から、6は1977年初採用から1985年死去まで加藤昌利がつけていた番号である。）。2010年は審判部副部長（パ・リーグ担当）、役職名変更により2011年からクルーチーフに、2016年からは審判長補佐となる。2017年シーズン限りで現役を退き、2018年シーズンからはシニアディレクター兼審判技術指導員（2021年より名称変更によりスーパーバイザー（関西））となる。
2024年をもってスーパーバイザーを引退。
オールスターゲーム5回（1991年、1994年、2000年、2010年、2015年。うち、1991年第1戦、1994年第2戦でそれぞれ球審）、日本シリーズには10回出場している（1996年、1999年、2002年 - 2007年、2011年、2014年）。1999年、2011年、2014年に第1戦、2002年に第2戦、1996年・2006年に第4戦、2003年に第7戦の球審をそれぞれ担当している。大柄な体格である。（1985年の選手名簿では、185cm・80kg）
1989年10月12日の西武対近鉄（西武ライオンズ球場）第1試合、近鉄のラルフ・ブライアントが3打席連続ホームランの試合で一塁塁審。第2試合、ブライアントが、第1試合から合わせて4打数連続ホームランの試合では左翼線審を担当している。
2007年4月8日のオリックス対西武3回戦（スカイマークスタジアム）でテリー・コリンズ監督を退場させたが（トム・デイビーに対するボークの判定に抗議、東への暴言で）同監督は13試合目で退場という日本プロ野球のスピード記録を更新した。
2008年10月1日のオリックス対ソフトバンク最終戦（京セラドーム大阪）で球審を務めた東は、現役最後の打席で三振に倒れた清原和博に空振りしたボールを直接手渡した。
2009年に副部長に昇進。2010年8月5日の東北楽天ゴールデンイーグルス対千葉ロッテマリーンズ13回戦（クリネックススタジアム宮城）で三塁塁審を務め、パリーグ史上28人目の2000試合出場を達成した。
2015年9月12日の阪神タイガース対広島東洋カープ20回戦（阪神甲子園球場）で、責任審判として3塁塁審を務めた際、延長12回表に広島の田中広輔内野手が放った本塁打性の打球を巡り、ビデオ判定の末に「フェンス上部に当たるインプレー」とジャッジしたが、実際には打球はフェンスを越え、観客席側にあるネットに跳ね返ってグラウンドに戻ってきたものだった。後に広島の鈴木清明球団本部長が日本野球機構側に電話で説明を求め、同14日付で日本野球機構側が誤審を認め謝罪する事態となった。
2016年5月7日の阪神対ヤクルト7回戦（甲子園）で二塁塁審を務め、通算2500試合出場を達成。

## 詳細情報

### 年度別打撃成績
- 一軍公式戦出場なし

### 背番号
- 66 （1979年 - 1985年）

## 審判出場記録
- 初出場：1987年4月12日、阪急対南海3回戦（西宮球場）、左翼外審。
- 出場試合数：2630試合（パ・リーグ2108、セ・リーグ261、交流戦187、日本シリーズ40、オールスター10、クライマックスシリーズ24）
- オールスター出場：5回（1991年、1994年、2000年、2010年、2015年）
- 日本シリーズ出場：10回（1996年、1999年、2002 - 2007年、2011年、2014年）

（記録は2017年シーズン終了時）